# Quercus ungeri
Quercus ungeri — вид рослин з родини букових (Fagaceae).

## Проживання
Ендемік Ірану. Інформації про середовище існування Q. ungeri небагато, але, як і інші дуби в регіоні, цей, імовірно, трапляється в субтропічних або помірних гірських лісах.